# Boudouard反应
Boudouard反应（Boudouard reaction），又称碳素溶解损失反应、碳的溶损反应或气化反应
一氧化碳在高温下歧化为二氧化碳和单质碳的反应或其逆反应。

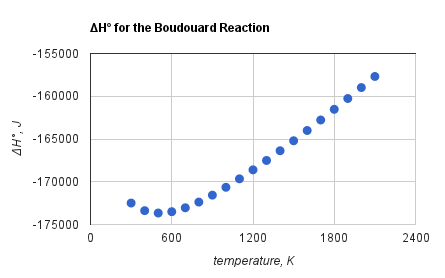
在各种温度下的Boudouard反应的标准焓

这是一个平衡反应，平衡气相成分与温度与压强有关。反应向右时放出热量并析出煤煙，称析碳反应或碳素沉积反应。生成的碳可能沉积在催化剂上使之失活，成为化学工业中不希望发生的副反应。
在所有温度下，形成二氧化碳和碳得Boudouard反应都是放热过程。然而，随着温度的升高Boudouard反应的标准焓负数变少， 如侧图所示。
这个反应的命名是以法国化学家Octave Boudouard（1872年-1923年）在1905年研究这种平衡后而命名。

## 应用
尽管一氧化碳对催化剂的破坏性效果是不希望的，此反应已经被用于制备石墨薄片，细丝状石墨和薄层石墨微晶，以及碳纳米管的制造。在石墨的生产中，使用的催化剂是钼，镁，镍，铁和钴，而在碳纳米管的生产中，使用的催化剂是钼，镍，钴，铁和Ni-MgO。
Boudouard反应是高炉内的一个重要过程。由于固体间化学反应速度非常慢，铁矿石（氧化铁）是被一氧化碳还原，而不是通过与焦炭直接反应被还原的。还原氧化铁生成的二氧化碳通过与焦炭接触，发生Boudouard逆反应，进而生成一氧化碳。